# クリスマス協奏曲

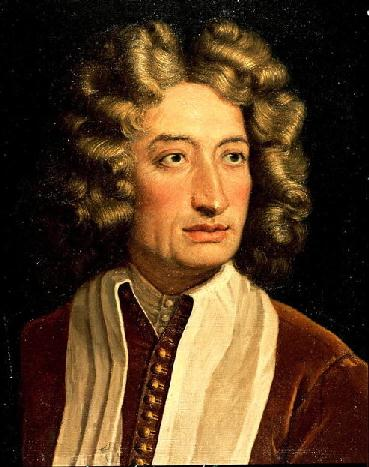
アルカンジェロ・コレッリ

合奏協奏曲 ト短調 作品6-8 は、アルカンジェロ・コレッリがピエトロ・オットボーニ枢機卿の委嘱を受けて作曲したコンチェルト・グロッソ。『クリスマス協奏曲』という名称で広く知られている。曲は作曲者の死後の1714年に合奏協奏曲集 作品6に含められる形で出版された。この作品には「クリスマスの夜のために作曲」（イタリア語: "Fatto per la notte di Natale"）との題辞が掲げられている。作曲年は不明ながら、1690年にコレッリが新たなパトロンの余興のために本作を演奏したという記録が残されている。

## 楽曲構成
編成は2つのコンチェルティーノ・ヴァイオリン、チェロ、リピエーノの弦楽器群、通奏低音となっている。
「コンチェルト・ダ・キエーザ」として構成されているが、本作では楽章数が一般的な4楽章から6楽章へと拡大されている。
1. Vivace 3/4拍子 – Grave. Arcate, sostenuto e come stà 4/2拍子
2. Allegro 4/4拍子
3. Adagio – Allegro – Adagio 4/4拍子 変ホ長調
4. Vivace, 3/4拍子
5. Allegro, 2/4拍子
6. Largo. Pastorale ad libitum 12/8拍子 ト長調

各々の楽章は比較的短くまとめられており、その中に複数のテンポや広い範囲の長調、短調のサスペンションが用いられている。全体の演奏時間は15分以内であり、最後に置かれた「Pastorale ad libitum」は12/8拍子でパストラール形式の安らかな終曲となっており、コレッリ作品の中でも有名な楽曲である。